# Полсон, Джейми
Дже́йми По́лсон (англ. Jamie Paulson, род. 26 апреля 1948, Калгари, Альберта) — канадский бадминтонист. Участник летних Олимпийских игр 1972 года.

## Биография
Джейми Полсон родился 26 апреля 1948 года в канадском городе Калгари.
Пять раз выигрывал юниорский чемпионат Канады по бадминтону: четырежды в одиночном разряде (1964—1968), один — в миксте (1965).
Девять раз становился чемпионом Канады: четырежды в одиночном разряде (1968—1969, 1973—1974), пять раз — в парном с Ивом Паре (1967—1970, 1973).
В 1972 году вошёл в состав сборной Канады на летних Олимпийских играх в Мюнхене. Участвовал в показательных соревнованиях по бадминтону. В одиночном разряде проиграл в четвертьфинале Руди Хартоно из Индонезии. В парном разряде Полсон и Вольфганг Бохов из ФРГ проиграли на той же стадии Эллиоту Стюарту и Дереку Талботу из Великобритании — 0:2.
Завоевал комплект медалей на Играх Содружества. В 1970 году в Эдинбурге выиграл золото в одиночном разряде и бронзу в парном с Ивом Паре. В 1974 году в Крайстчёрче стал серебряным призёром в одиночном разряде, был знаменосцем сборной Канады на церемонии открытия Игр.